# Uathach
Uathach – w mitologii irlandzkiej córka Scáthach.
Według legendy Cúchulainn, który przybył właśnie do fortecy Scáthach, aby zostać jej uczniem, wdał się w kłótnię z ukochanym Uathach, którym był Cochar Crufe po tym, jak przypadkowo złamał jej palec. Został wyzwany przez Cochara na pojedynek, w którym go zabił. Po tym wydarzeniu Uathach została w końcu ukochaną Cúchulainna.